# Paul Armagnac
Pour les articles homonymes, voir Armagnac.
Paul Armagnac, né le 18 novembre 1924 à Toulouse et mort le 22 octobre 1962 à Corbeil-Essonnes, est un ancien pilote automobile français ayant obtenu des victoires dans différentes compétitions, en France et à l'étranger, de 1951 à 1962.

## Carrière
Après avoir débuté en rallye ou sur des circuits régionaux sur Simca Aronde de 1951 à 1953, René Bonnet — qui a créé la marque Deutsch-Bonnet (DB) avec Charles Deutsch —, lui propose d'intégrer son équipe.
Pilote de circuits, il participe alors à huit reprises consécutives aux 24 Heures du Mans de 1955 sur DB Barquette avec moteur Panhard à 1962 sur Barquette René Bonnet. Il termine 1er à l'indice de performance en 1956, 1er à l'indice énergétique en 1959, 1er à l'indice de performance et 1er de sa catégorie en 1960, avec son copilote Gérard Laureau.
| Année | Voiture                    | N° | Date          | Classement                                          | Équipier        |
| ----- | -------------------------- | -- | ------------- | --------------------------------------------------- | --------------- |
| 1955  | Barquette DB               | 58 | 11-12 juin    | Abandon                                             | Gérard Laureau  |
| 1956  | Barquette DB               | 40 | 28-29 juillet | 10e général – 1er indice performance                | Gérard Laureau  |
| 1957  | Barquette DB               | 51 | 22-23 juin    | Accident                                            | Gérard Laureau  |
| 1958  | Barquette DB               | 46 | 21-22 juin    | 13e général                                         | JC Vidilles     |
| 1959  | Barquette DB modèle 1958   | 45 | 20-21 juin    | 11e général – 1er indice énergétique                | Bernard Consten |
| 1960  | Barquette DB               | 48 | 25-26 juin    | 15e général – 7e indice performance – 1er catégorie | Gérard Laureau  |
| 1961  | Barquette DB               | 54 | 10-11 juin    | Abandon                                             | Roger Masson    |
| 1962  | Barquette René Bonnet 1000 | 50 | 23-24 juin    | 18e général – 2e indice performance                 | Gérard Laureau  |

Il remporte à deux reprises le Tourist Trophy en Irlande (1954 et 1955) ainsi que les 12 Heures de Sebring en Floride, dans sa catégorie en 1956 et à l'indice de performance en 1959. Il termine également 1er de sa catégorie en 1959 aux 1 000 km du Nürburgring.
C'est sur une AC Ace qu'il participera la seule fois en 1959 au rallye de Monte-Carlo, avec Blavet.
Pilote également de rallye, il participe à huit reprises au Tour de France automobile et termine 1er à l'indice de performance en 1956.
| Année | Voiture                | N°  | Date               | Classement                           | Équipier       |
| ----- | ---------------------- | --- | ------------------ | ------------------------------------ | -------------- |
| 1952  | Simca Aronde           | 82  | 9 au 16 septembre  | 34e                                  | Lauga          |
| 1953  | Simca Aronde           | 83  | 5 au 13 septembre  | 24e                                  | Moreau         |
| 1956  | Coach DB               | 135 | 17 au 23 septembre | 17e général – 1er indice performance | Rougier        |
| 1957  | Barquette DB avec toit | 124 | 15 au 21 septembre | Abandon                              | Menneron       |
| 1958  | Coach DB standard      | 125 | 14 au 21 septembre | Abandon                              | Lobry          |
| 1959  | Coach DB standard      | 105 | 18 au 25 septembre | 11e général – 7e indice              | Paul Justamond |
| 1960  | Coach DB surbaissé     | 106 | 15-23 septembre    | Abandon                              | Rougier        |
| 1961  | Coach DB surbaissé     | 106 | 14-23 septembre    | Accident                             | Roger Masson   |

Avec son ami Robert Castagnon, il crée le circuit automobile de Nogaro (Gers) qui est inauguré en 1960. Il participe à deux reprises au Tour de Corse en 1957 en terminant 2e de sa catégorie et en 1958 en terminant 1er de sa catégorie sur Coach DB.
Il décède le 22 octobre 1962, à la suite de son accident du samedi 20 octobre 1962, lors de la deuxième séance d'essais sur le circuit de Montlhéry, sur l'épreuve des 1 000 km de Paris.